# Dickatshof
Dickatshof ist ein Gemeindeteil von Birgland im Landkreis Amberg-Sulzbach in der bayerischen Oberpfalz.

## Geografie
Die Einöde im Norden des Oberpfälzer Jura ist einer von 42 amtlich benannten Gemeindeteilen der Gemeinde Birgland im westlichen Teil der Oberpfalz. Das auf einer Höhe von 535 m ü. NHN gelegene Dickatshof ist etwa sechs Kilometer von dem nordöstlich liegenden Pfarrdorf Illschwang entfernt, in dem die Birglander Gemeindeverwaltung ihren Sitz hat.

## Geschichte

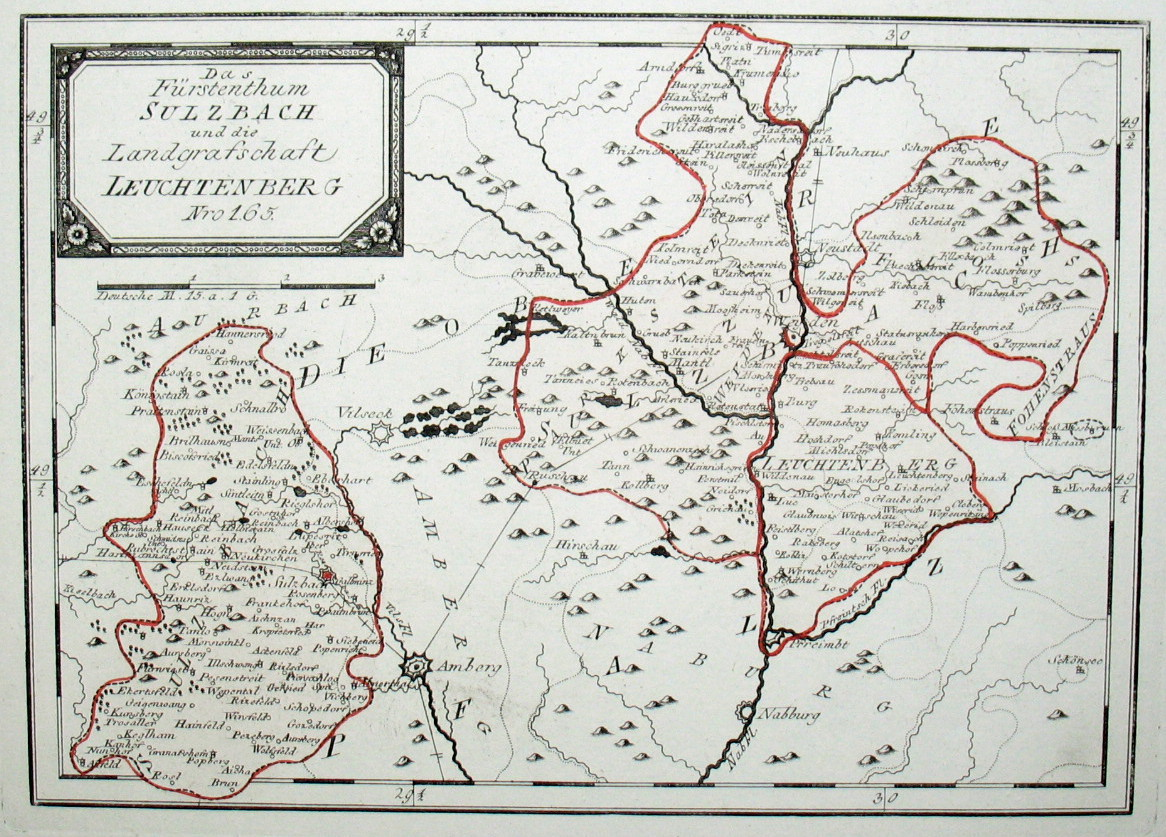
Das Territorium des Herzogtums Sulzbach mit dem Gebiet des Landrichteramtes Sulzbach im Südwesten

Zum Ende des Heiligen Römischen Reiches unterstand die bis 1777 kurpfälzische Einöde der Landeshoheit des Kurfürstentums Pfalzbaiern. Sie gehörte dabei zum Landrichteramt Sulzbach, dem südwestlichen Teil des wittelsbachischen Herzogtums Sulzbach. Im Rahmen des im Herzogtum Sulzbach seit 1652 geltenden Simultaneums waren die evangelischen Einwohner des damals aus einem Anwesen bestehenden Ortes nach Fürnried gepfarrt, die katholischen Einwohner der Pfarrei in Heldmannsberg zugeordnet.
Durch die Verwaltungsreformen zu Beginn des 19. Jahrhunderts im Königreich Bayern wurde Dickatshof mit dem Zweiten Gemeindeedikt im Jahr 1818 ein Bestandteil der Landgemeinde Schwend, zu der auch die Orte Baumgarten, Hirschricht, Leinberg und Riedelhof gehörten. Während der ersten Hälfte des 19. Jahrhunderts kamen Ödhaag, Ödthal und Schwenderöd dazu, die Neugründungen oder Ausbrüche bestehender Gemeindeteile waren. Im Zuge der kommunalen Gebietsreform in Bayern in den 1970er Jahren wurde Dickatshof zusammen mit der Gemeinde Schwend am 1. Juli 1972 in die neu gebildete Flächengemeinde Birgland eingegliedert. Im Jahr 1987 zählte die aus zwei Anwesen bestehende Einöde vier Einwohner.

## Verkehr
Die aus dem Nordnordosten von Schwend kommende Staatsstraße 2164 führt ein wenig östlich des Ortes vorbei. Der ÖPNV bedient die Einöde an einer Haltestelle der Buslinie 66 des VGN unweit der Einöde an der Staatsstraße. Der am schnellsten erreichbare Bahnhof befindet sich in Sulzbach-Rosenberg an der Bahnstrecke Nürnberg–Schwandorf.